# Camillo Boito
Pour les articles homonymes, voir Boito.
Camillo Boito, né le 30 octobre 1836 à Rome, mort le 28 juin 1914 à Milan, est un architecte et écrivain italien.

## Biographie
Fils de Silvestro Boito et frère aîné de l'écrivain et musicien Arrigo Boito, Camillo Boito a étudié en Allemagne et en Pologne, avant de revenir en Italie à Padoue et enfin à l'Académie de Venise sous la direction de Pietro Selvatico (1803-1880). En 1862, il épousa sa cousine Celestina, dont il se sépare peu après. En 1887, il épouse en secondes noces la comtesse Madonnina Malaspina dei marchesi di Portogruaro.
Écrivain du Scapigliatura, il est l'auteur de nouvelles (Histoires vaines (1876), Nouvelles histoires vaines (1883), comprenant notamment Senso, adaptée au cinéma par Luchino Visconti), et Un corps, adaptée en opéra par Kharálampos Goyós.
Architecte, il enseigne de 1860 à 1908 à l'Académie des Beaux-Arts de Brera et, de 1865 à 1908, à l'Institut technique Supérieur de Milan. 
Parmi ses réalisations architecturales, on peut citer le Palazzo delle Debite de Padoue (1872-1874) et, dans la même ville, le Museo civico (1879), mais la plus grande réussite de sa carrière fut la casa Verdi, une maison  de repos pour musiciens construite à Milan (1899-1913). 
Camillo Boito joue également un rôle important dans le débat sur la restauration du patrimoine. Dans son essai Conserver ou Restaurer, il met en scène deux personnages, représentants symboliques des positions d'Eugène Viollet-le-Duc et de John Ruskin, qu'il fait dialoguer jusqu'à proposer une synthèse et une sorte de réconciliation entre ces points de vue. Il laisse ainsi une grande place au doute du praticien, insiste sur l'humilité nécessaire du restaurateur, mais aussi sur l'utilité de certaines interventions. Son œuvre influencera, en 1931, les rédacteurs de la charte d'Athènes.
On a retenu l'anecdote de Boito ayant un jour demandé une échelle pour vérifier si une restauration qui lui paraissait authentique l'était vraiment, et s'apercevant qu'il avait été trompé. D'où son exigence que « les restitutions, si elles sont indispensables, et les adjonctions, si elles ne peuvent être évitées, apparaissent non comme des œuvres anciennes, mais comme des œuvres d'aujourd'hui. ». Les interventions du restaurateur doivent donc être réalisées dans un style ou un matériau différents, porter un signe, une date, et être dépourvues d'ornements. Mais pour autant, les différences ne doivent pas jurer et ne doivent être que de détail. Boito assume cette contradiction, fondatrice du travail de restauration.

## Œuvres

### Nouvelles
- Histoires vaines/Petites histoires sans importance (Storielle vane) (1876)
- Senso, carnet secret de la comtesse Livia (1883)
- Nouvelles histoires vaines (Nuove storielle vane) (1883)
- Il maestro di setticlavio (1891)
- Una salita (1895)

### Essais
- (it) Architettura del Medio Evo in Italia, Milan, 1880
- (it) Questioni pratiche di belli arti — Restauri, concorsi, legislazione, professione, insegnamento, Milan, Ulrico Hoepli, 1893
- (it) « Conservare o restaurare », dans Questioni pratiche di belli arti — Restauri, concorsi, legislazione, professione, insegnamento, 1893
  - en français : C. Boito (trad. Jean-Marc Mandosio, préf. Françoise Choay), Conserver ou Restaurer : Les Dilemmes du patrimoine, Besançon, Éditions de l'Imprimeur, 2000, 109 p. (ISBN 978-2-910735-45-6) (2e édition : 2013, Éditions de l'Encyclopédie des Nuisances, 978-2910386429, 163 pages)